# Simon Yam

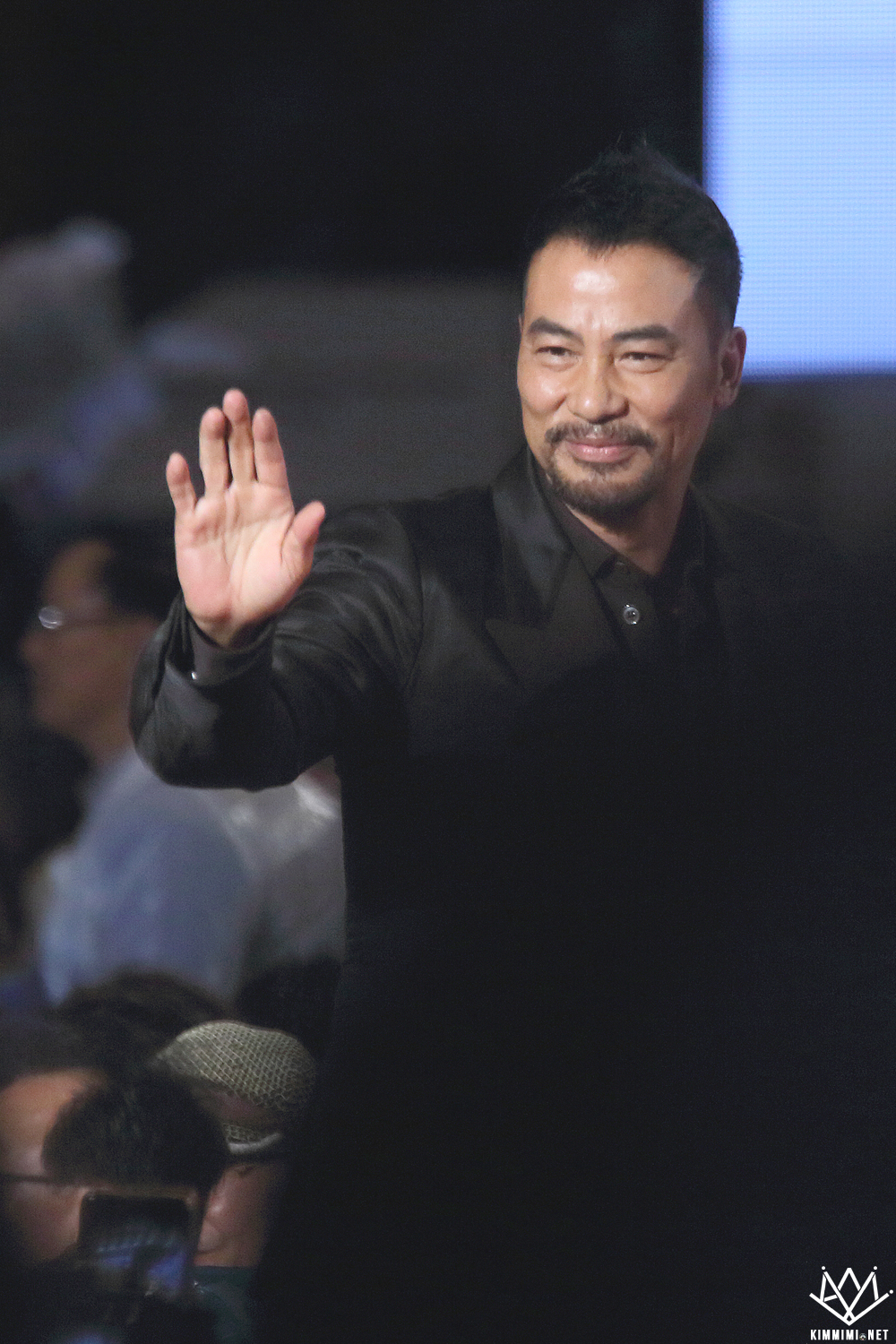
Simon Yam, 2015

Simon Yam Tat-Wah (chinesisch 任達華 / 任达华, Pinyin Rèn Dáhuá, Jyutping Jam6 Daat6wa4, kantonesisch Yam Tat-Wah; * 19. März 1955 in Hongkong) ist ein chinesischer Schauspieler, der vorwiegend in Hongkong-Spielfilmproduktionen auftritt. Er spielte in seiner 50-jährigen Filmkarriere in über 245 Produktionen mit.

## Leben

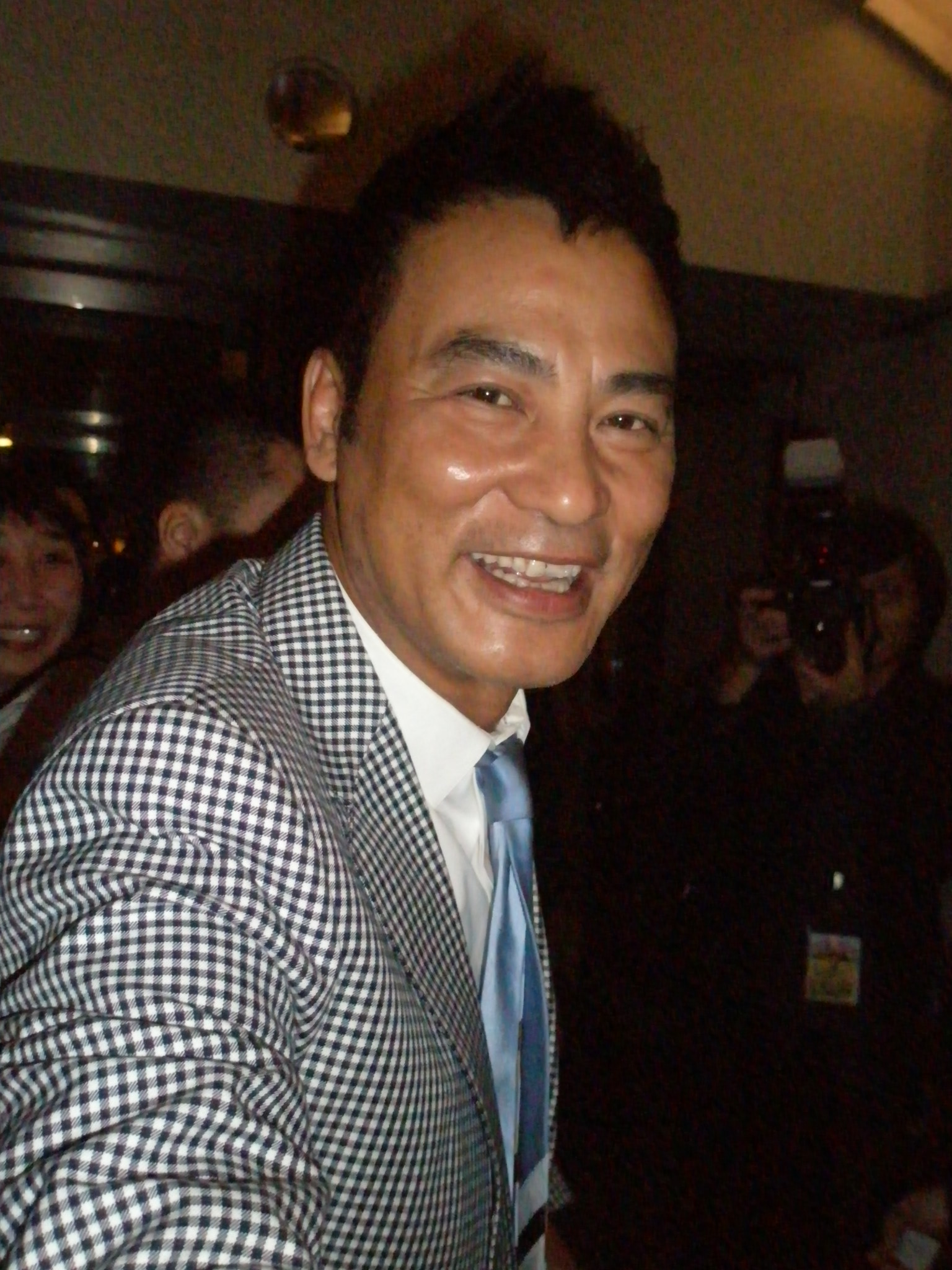
Simon Yam, 2010

Simon Yam wurde 1955 als zweites von drei Kindern des ehemaligen Polizei-Chef Hongkongs geboren, wo er auch aufwuchs.
Im Alter von elf Jahren verstarb der Vater, so dass seine Familie mit einem bescheidenen Einkommen hauswirtschaften musste.
Erste Arbeiten als männliches Fotomodell sicherten ihm und seiner Familie ein finanzielles Auskommen.
Über die lukrativen Fotoshootings finanzierte Yam sich diverse Unterrichtsstunden, wirkte später in ersten Fernsehproduktionen des Hongkonger Fernsehsender TVB (Television Broadcasts Limited), später auch bei ATV (Asia Television Limited), als Darsteller mit, bis er Mitte der 1970er Jahre beim Film debütierte.
Sein Ruf als Schauspieler gleicht dem eines Chamäleons: vielseitig und abwechslungsreich gestaltet er sein Repertoire. Wenn er in Filmen zuvor noch den coolen Draufgänger (z. B. Bullet in the Head, Raped by an Angel) mimte, ist er im nächsten schon wieder der Antiheld und Gangster (z. B. Killers Romance, Full Contact) oder er verkörpert einfach den charmanten Polizisten (Naked Killer, Fulltime Killer) der alles Böse auf der Welt vernichten möchte.
Yam ist ein charismatischer Darsteller, und dafür lieben ihn unzählige Filmfans auf der ganzen Welt.
Seine Wandlungsfähigkeit ist einzigartig in der chinesischen Filmlandschaft.
Neben seiner Schauspielerei widmet Yam sich ausgiebig dem Fotografieren.
Am 20. Juli 2019 wurde Simon Yam in der südchinesischen Stadt Zhongshan auf einer Bühne Opfer eines Messerangriffs. Er überlebte jedoch mit Verletzungen im Bauchraum und an den Armen.

## Privates
Yam war 1981 bis 1986 in erster Ehe mit Ho Sui-Yi (何瑞意,  Hé Ruìyì, Jyutping Ho4 Seoi6ji3) kinderlos verheiratet. Mit seiner zweiten Frau Sophia Kao (費琦 / 费琦,  Fèi Qí, Jyutping Bei3 Kei4), bekannt als Model Qui Qui (琦琦,  Qíqí, Jyutping Kei4kei4*2), ist er seit 1997 verheiratet und hat seit 2004 eine gemeinsame Tochter namens Ella (任晴佳). Sein älterer Bruder ist Peter Yam Tat-Wing (任達榮 / 任达荣), der bei der Hongkonger Polizei arbeitet.

## Filmografie (Auswahl)
| - 1979: Low Don - 1979: Crazy Hustlers - 1980: House of the Lute - 1980: The Wickedess Povertry - 1981: The Informer - 1982: He lives by Night - 1983: The Devils Box - 1986: Tongs: A Chinatown Story – Terror in Chinatown - 1987: The Big Brother - 1988: Tiger Cage – Ultra Force IV - 1988: Mistaken Identity - 1989: Bullet in the Head - 1989: Bloodfight – Final Fight - 1989: Mr.Coconut - 1989: Burning Ambition – Angel of Return - 1989: Final Run – Born to Fight - 1990: Killers Romance - 1990: Fatal Termination - 1991: Black Cat - 1991: Sea Wolves – Sea Fighter / Red Force 6 - 1991: Queen of Gamble - 1991: Mission of Condor - 1991: The Good, The Bad and The Bandit - 1992: Dr.Lamb - 1992: Once upon a Time a Hero in China - 1992: Full Contact – Cover Hard 1 - 1992: Hard to Kill – The Fighting Connection - 1992: Naked Killer - 1993: The First Shot – Unbestechlich bis in den Tod - 1993: Future Cops - 1993: Drunken Master III - 1993: Wuxia qi gongzhu/Holy Weapon - 1993: Run and Kill - 1993: Guns and Roses - 1993: Raped by an Angel – Naked Killer 2 - 1994: Awakening - 1994: Twist - 1994: Tiger of Wanchai - 1995: Love Guns and Glass - 1995: Passion - 1995: Dragon Killer – American Yakuza II - 1995: Young and Dangerous - 1995: Legendary Couple / Story of a Robber - 1995: Police Confidental - 1996: Young and Dangerous II - 1996: Friday Bloody Friday – Friday Killer - 1996: Young and Dangerous III - 1996: The Suspect - 1996: King of Robbery - 1998: Hitman – Contract Killer: Im Auftrag des Todes - 1998: Expected the Unexpected - 1998: Operation Billionaires - 1999: Legend of Speed - 1999: The Mission – Ihr Geschäft ist der Tod - 2000: To where he belongs - 2000: Man Wanted III - 2000: Cold War - 2001: Midnight Fly - 2001: Fulltime Killer - 2002: Partners | - 2002: The Prisoner - 2003: PTU - 2003: My Jail Story - 2004: Lara Croft: Tomb Raider – Die Wiege des Lebens - 2004: Wake of Death - 2004: Moving Targets - 2004: Breaking News - 2005: Election - 2005: Dragon Squad - 2005: Kill Zone S.P.L. - 2005: Ah Sou – Mob Sister - 2006: Election II - 2006: Exiled - 2007: Eye in the Sky - 2008: Fatal Move - 2008: Ballistic - 2008: Ocean Flame - 2008: Ip Man - 2008: Sparrow - 2008: Sasori - 2008: Tactical Unit I : The Code - 2009: Tactical Unit II : No Way out - 2009: Tactical Unit III : Human Nature - 2009: Bad Blood - 2009: Tactical Unit IV : Partners - 2009: Tactical Unit V : Comrades in Arms - 2009: Vengeance - 2009: Bodyguards and Assassins - 2009: Storm Warriors - 2010: All about Love - 2010: Ip Man 2 - 2010: Midnight Beating - 2010: The Blood Bond / Shadowguard - 2010: Echoes of the Rainbow - 2010: Black Ransom - 2010: Bruce Lee, My Brother - 2011: Evil Lost – Man Behind The Courtyard House - 2011: Smile for me - 2011: Kill - 2011: 72 Heroes - 2011: Dream Road - 2011: Der Fluch der Tang-Dynastie / Coming back - 2011: Paradise Island - 2012: The Thieves - 2012: The Five - 2012: Design of Death - 2012: Nightfall - 2013: The Constable - 2013: Tales from the Dark - 2013: Man of Tai Chi - 2013: Tales from the Dark 1 - 2015: SPL 2: A Time for Consequences (Lethal Warrior) - 2015: 12 Golden Ducks - 2015: Wild City - 2015: Ulterior Motive - 2015: Sara - 2016: Inside or Outside - 2016: Phantom of the Theatre - 2016: Mrs K - 2017: Colour of the Game - 2017: Smart Chase (The Shanghai Job) - 2018: Operation Red Sea - 2018: Iceman: The Time Traveler - 2019: Chasing the Dragon II: Wild Wild Bunch - 2019: Change of Gangster - 2024: Little Red Sweet - 2013: Tales from the Dark 1 |

## Auszeichnungen

### Hong Kong Film Awards
- Nominiert: Beste Nebenrolle "To Be No. 1"
- Nominiert: Beste Nebenrolle "Juliet in Love"
- Nominiert: Beste Nebenrolle "Midnight Fly"
- Nominiert: Bester Schauspieler "PTU"
- Nominiert: Bester Schauspieler "Election"
- Nominiert: Beste Nebenrolle "Election 2"
- Nominiert: Bester Schauspieler "Eye in the Sky"
- Nominiert: Bester Schauspieler "Sparrow"
- Nominiert: Bester Schauspieler "Night and Fog"
- Gewinner:  Bester Schauspieler "Echoes of the Rainbow"

### Golden Horse Awards
- Gewinner: Bester Schauspieler "PTU"

### Golden Bauhinia Awards
- Gewinner: Bester Schauspieler "PTU"
- Gewinner: Bester Schauspieler "Election"

### Asia Pacific Screen Awards
- Gewinner: Beste Performance eines Schauspielers "Sparrow"

### Hong Kong Society of Cinematographers (HKSC) Awards
- Gewinner: Der Charismatischste Schauspieler (The Most Charismatic Actor)

### Singapore International Film Festival
- Gewinner: Cinema Legend Award

## Deutsche Synchronsprecher
Simon Yam wurde in Deutschland u. a. von Peter Flechtner, Thomas Darchinger, Rainer Schmitt, Johannes Berentz, Dennis Schmidt-Foß und Tobias Kluckert synchronisiert.